# Silvia Hernández Enríquez
Silvia Hernández Enríquez (Santiago de Querétaro, Querétaro; 12 de septiembre de 1948) es una política mexicana, miembro del Partido Revolucionario Institucional. Fue secretaria de Turismo durante el gobierno del presidente Ernesto Zedillo entre 1994 y 1997.

## Carrera política
Silvia Hernández es Licenciada de Ciencias Políticas y Administración Pública en la Universidad Nacional Autónoma de México (UNAM) y tiene estudios de Maestría en Administración Pública en la London School of Economics and Political Sciences (LSE).
Su experiencia en el servicio público se ha traducido en una larga carrera de éxitos, desde el Gobierno; el Congreso; el ámbito internacional, así como el ámbito privado. 
Actualmente es socia presidente de Estrategia Pública Consultores S.C.
Entre sus principales cargo de elección popular están:
- Diputada federal suplente VIII Distrito del Distrito Federal en la XLIX Legislatura / (1973-1976)
- Diputada federal del XVI Distrito del Distrito Federal en la L Legislatura / (1976)
- Senadora de la República por el Estado de Querétaro en la LII y LIII Legislatura / (1982-1988)
- Senadora de la República por el Estado de Querétaro en la LV y LVI Legislatura / (1991- 1994)
- Senadora de la República por el Estado de Querétaro en la LVIII y LIX Legislatura / (2000-2006)

Cargos en el Gobierno Federal:
- Directora general del Instituto Nacional de la Juventud Mexicana (INJUVE) / (1976- 1977)
- Directora general del Consejo Nacional de Recursos para la Atención de la Juventud / (1977-1981)
- Secretaria de Turismo / (1994-1997)

La carrera política de Silvia Hernández se ha desarrollado dentro de la estructura del PRI, donde ha ocupado diversos cargos, entre ellos la de Secretaria General de la Confederación Nacional de Organizaciones Populares (CNOP), (1989-1993).
- Datos: Q7517004
- Multimedia: Silvia Hernández / Q7517004